# Zeugenaussage (Film)
Zeugenaussage ist ein Biografiefilm aus dem Jahr 1988 und hat den sowjetischen Komponisten Dmitri Schostakowitsch unter Josef Stalin zum Thema. Er basiert auf den von Solomon Wolkow herausgegebenen Memoiren des Komponisten.

## Handlung
Der Film beginnt mit Schostakowitschs Beerdigung und erzählt das Leben des Komponisten als Rückblende aus seiner Sicht.
Dmitri Schostakowitsch ist ein etablierter Komponist in der Sowjetunion der Stalinzeit und schreibt Sinfonien und auch Filmmusik. Doch nach der Aufführung seiner Oper Lady Macbeth von Mzensk fällt er bei Stalin in Ungnade und muss in Angst vor seiner Verhaftung leben. Schostakowitsch rehabilitiert sich durch die Komposition seiner Fünften Sinfonie.
Nach Ausbruch des Zweiten Weltkrieges wird seine Leningrader Sinfonie zum Erfolg. Doch enttäuscht er mit seiner Neunten Sinfonie die Sowjetführung, die nach dem Krieg eine Siegessinfonie sowie ein Meisterwerk wie Ludwig van Beethovens Neunte Sinfonie erwartet hatte. Nach den Schdanow-Referaten 1948 wird er erneut verfolgt.
Im Jahr 1949 vertritt Schostakowitsch – trotz eines Verbots seiner Werke – auf Anordnung von Stalin die Sowjetunion beim Weltfriedenskongress in New York. Dort muss er sich kritischen Fragen in Bezug an der Formalismus-Kritik der Volkspartei an seiner Musik und der Musik anderer sowjetischer Komponisten wie Sergei Prokofjew und Aram Chatschaturjan stellen. Schostakowitsch wird von Stalin persönlich belobigt.
Im Jahr 1953 stirbt Stalin. Erleichtert kann Schostakowitsch seine Werke an die Öffentlichkeit bringen, die er vorher für die Schublade komponieren musste. In seiner Anfang der 1960er Jahre entstandenen 13. Sinfonie behandelt Schostakowitsch den Antisemitismus in der Sowjetunion. Kurz vor seinem Tod im Jahr 1975 setzt sich Schostakowitsch mit der Frage auseinander, ob seine Musik durch Stalin das geworden ist, was sie ist.

## Auszeichnungen
Im Jahr 1988 gewann Regisseur Tony Palmer den Critics Award beim São Paulo International Film Festival und den EuropaCinema Platinum Award beim EuropaCinema-Festival in Viareggio.

## Synchronisation
Die deutsche Fassung des Films hat folgende Synchronsprecher:
| Rolle                  | Darsteller       | Synchronsprecher     |
| ---------------------- | ---------------- | -------------------- |
| Dmitri Schostakowitsch | Ben Kingsley     | Hans-Michael Rehberg |
| Nina Schostakowitsch   | Sherry Baines    | Susanne von Medvey   |
| Glasunow               | Peter Woodthorpe | Michael Habeck       |
| Shdanow                | John Shrapnel    | Reinhard Glemnitz    |
| Stalin                 | Terence Rigby    | Hans Korte           |
| Tuchaschewsky          | Ronald Pickup    | Helmut Griem         |
| Vsevolod Meyerhold     | Robert Stephens  | Harald Leipnitz      |

## Kritiken
„Von einem hervorragenden Hauptdarsteller getragener Film, der ebenso formvollendet wie experimentierfreudig die Frage nach der gesellschaftlichen Verantwortung der Kunst und des Künstlers stellt und das Spannungsverhältnis zwischen Kulturschaffenden und diktatorischer Staatsmacht auslotet. Dabei wird die historische Überprüfbarkeit zugunsten einer allgemeingültigen menschlichen Tragödie vernachlässigt.“